# Robin z Sherwood
Robin z Sherwood (ang. Robin of Sherwood) – brytyjski serial fantasy nakręcony w latach 1983–1986 znany też w Polsce pod tytułem Robin Hood. Serial składa się z 26 odcinków nakręconych w trzech odrębnych cyklach.
W pierwszych dwóch seriach w roli tytułowej występował Michael Praed, natomiast w trzecim Jason Connery (syn Seana Connery’ego). Producentem serialu był Paul Knight, a głównym scenarzystą Richard Carpenter. W tworzeniu scenariusza współpracowali: Anthony Horowitz, Andrew McCulloch i John Flanagan. Reżyserem pierwszego sezonu był Ian Sharp, drugiego – Robert Milton Young, a trzeciego – Ben Bolt, James Allen, Gerry Mill, Sid Robertson i Alex Kirby.
Serial nawiązuje do legendy o Robinie Hoodzie; akcja filmu rozgrywa się w Anglii przełomu XII i XIII wieku, za panowania króla Ryszarda Lwie Serce i jego brata Jana bez Ziemi.

## Proces powstawania serialu
Inicjatorem powstania tego serialu był jego producent Paul Knight; początkowo zamierzał on nakręcić sześcioodcinkowy miniserial o przygodach Robin Hooda w nowej konwencji, odpowiadającej publiczności lat 80. XX wieku.

### Scenariusz

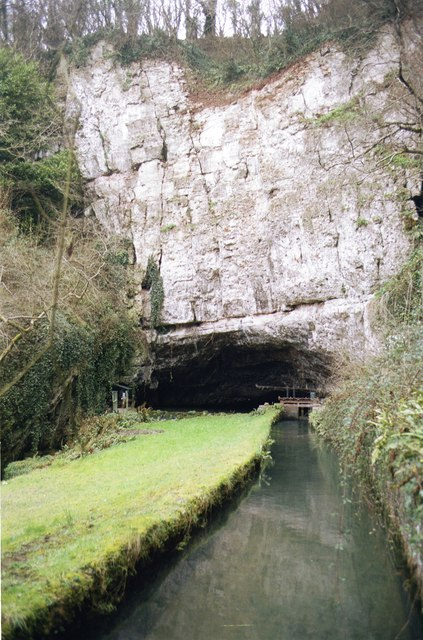
Wookey Hole – jaskinia, która w serialu wykorzystana była jako miejsce zamieszkane przez Herna

W chwili rozpoczęcia zdjęć do serialu Richard Carpenter miał przygotowane scenariusze zaledwie trzech pierwszych odcinków; dalsze powstawały w trakcie realizacji serialu i po części inspirowane były wydarzeniami na planie. Dzięki temu scenariusz harmonizował ze sposobem gry aktorskiej i rozwiązaniami fabularnymi proponowanymi przez reżysera i producenta.
Serial miał się różnić od wcześniejszych kinowych i telewizyjnych filmów poświęconych Robinowi Hoodowi atmosferą przedstawionego świata, pełnego magii, której ucieleśnieniem miała być postać Herna Myśliwego, pana lasu, półboga chroniącego mieszkańców średniowiecznej Anglii. Carpenter wspominał w jednym z wywiadów o swoim trwającym od dawna zafascynowaniu przedchrześcijańską mitologią, szczególnie związaną z lasem, kultem drzew i obfitości. Hern Myśliwy (Herne the hunter) to postać z angielskiej legendy związanej z królem Ryszardem II; postać, która ostateczny kształt zyskała w XVI wieku. Jednak serialowy Hern ma znacznie więcej wspólnego z celtyckim bogiem płodności i urodzaju Cernunnosem, przedstawianym jako człowiek z rogami jelenia; to kult tego bóstwa leży najprawdopodobniej u podstaw legendy o Hernie Myśliwym. W opowieści o Robinie z Sherwood Hern jest mentorem głównego bohatera, co stanowi nawiązanie do postaci Merlina z legendy o królu Arturze.
Scenariusz w pewnej mierze sprzeciwia się mitowi związanemu z królem Ryszardem Lwie Serce; nie jest on w tym filmie łagodnym i praworządnym królem, lecz wojownikiem wykorzystującym naiwność Robin Hooda i zachęcającym go do porzucenia walki o sprawiedliwość i dołączenia do niego w toczonej wojnie. Szósty, związany z królem Ryszardem odcinek serialu (The King’s Fool), który w zamierzeniu miał zamykać cały film, kończy się w dość specyficzny sposób – zmartwychwstaniem Lady Marion. Po latach skrytykował je sam Carpenter, jako niedociągnięcie niemające związku z główną osią fabuły.

### Dobór obsady aktorskiej
Casting do serialu został przeprowadzony przez Estę i Beth Charkham. Znaczna część dobranych aktorów miała za sobą przeszłość w teatrze, niektórzy z nich – także doświadczenie filmowe i telewizyjne. Pierwszym wybranym do filmu aktorem był odtwórca roli tytułowej, Michael Praed. Został on dostrzeżony przez przyszłych realizatorów serialu w sztuce The Pirates of Penzance; Carpenterowi zaimponował w przedstawieniu teatralnym, podczas którego zdobywał uznanie publiczności m.in. zabawnymi celowymi potknięciami na scenie i swoim świetnym wyglądem.
Celem, jaki postawili sobie realizatorzy serialu było – w stosunku do poprzednich filmów o Robinie – odmłodzenie drużyny i zmniejszenie jej liczebności, aby można było wyraźniej scharakteryzować każdego jej członka. Po raz pierwszy w historii filmów związanych z Robin Hoodem przyłączona została do drużyny Lady Marion. Judi Trott uzyskała tę rolę przez zupełny przypadek; jej zdjęcie leżało na biurku, gdy realizatorzy serialu omawiali kwestię doboru aktorów. Po latach uznali, że był to jeden z najlepszych debiutów. Do chwili, gdy wcieliła się w postać żony banity z Sherwood, była aktorką teatralną, mającą doświadczenie baletowe, co zostało wykorzystane w trakcie realizacji filmu. Serialowa Marion była pełną gracji i wdzięku przedstawicielką arystokracji. Dla Petera Llewellyna Williamsa, grającego rolę Mucha, rola w serialu była debiutem; w chwili rozpoczęcia zdjęć miał 18 lat.
Ray Winstone, odgrywający rolę Willa Szkarłatnego o castingu dowiedział się w pubie, od znajomego. Po latach Ray został uznany przez twórców serialu za jednego z najlepszych aktorów występujących w tym filmie; podchodził do odgrywania swojej roli bardzo ambitnie, starając się nadać odtwarzanej przez siebie postaci znaczną wyrazistość.
Phil Rose, grający w serialu postać brata Tucka, już wcześniej miał do czynienia z tą rolą w teatrze.
Nickolas Grace wybrany został do roli szeryfa z Nottingham, Roberta de Rainault, natomiast Philip Jackson – jego brata, Hugo de Rainault. Na planie przezywano ich brzydkimi siostrami. W jednym z materiałów, które zostały później opublikowane jako dodatek do płyty DVD, obydwaj wraz z Robertem Addie, grającym rolę Guya z Gisburne, pląsają, nucąc: Jesteśmy trzy cudowne siostry.
Clive Mantle wybrany został na Małego Johna z Hathersage, olbrzyma obecnego we wszystkich filmach o Robinie. Po pierwszym odcinku zdecydowano, że ma być to olbrzym o wrażliwym sercu.
Mark Ryan, grający Saracena Nasira, który przyłączył się do drużyny, znalazł się w niej tylko dlatego, że producent i reżyser nie chcieli tej postaci uśmiercić; przekonali więc Carpentera, by zmodyfikował scenariusz (w jego pierwszej wersji Nasir miał zginąć w zamku de Belleme z ręki Robina). Carpenter początkowo nie chciał się na to zgodzić, twierdząc, że byłoby to nierealistyczne; według niego postać tak obca obyczajom ówczesnej Anglii byłaby uśmiercona bardzo szybko, gdyby sama znalazła się w lesie. W końcu jednak Carpenter przystał na przyłączenie Nasira do drużyny.
Jason Connery grający rolę Roberta z Huntingdon, który zastąpił Robina, pojawił się w trzecim sezonie w miejsce Michaela Praeda, gdyż ten zdecydował się odejść z serialu i wystąpić na Broadwayu jako D’Artagnan w sztuce „Trzej Muszkieterowie”.
Rolę Herna Myśliwego powierzono Johnowi Abineriemu.
W późniejszych odcinkach, których scenariusz wiąże drużynę z wioską Wickham, stałymi aktorami są też: Claire Toeman, grająca narzeczoną Małego Johna – Meg, i Jeremy Bulloch – Edward. Postać Edwarda, starszego wioski, pojawia się dopiero w drugim sezonie. Wcześniej Jeremy Bulloch starał się o rolę w drużynie Robina, podkreślając swoje umiejętności szermiercze, jednak jego wiek nie pasował do koncepcji „młodości” całej drużyny.
W wielu odcinkach pojawia się także Stuart Linden odgrywający starego zdziwaczałego więźnia przetrzymywanego w lochach szeryfa, przywiązanego do swego szczura, Artura.

#### Statyści
Dużo uwagi realizatorzy serialu poświęcili wyszukaniu odpowiednich statystów; rekrutowali ich spośród członków lokalnych stowarzyszeń teatralnych. Każdy ze statystów otrzymywał do odegrania także prostą indywidualną rolę. Wszystkie związane ze statystami postacie miały własne biografie wraz z nadanymi profesjami. W serialu można zauważyć, że sylwetki trzecioplanowe często pochłonięte są rozmową, zajmują się własnymi sprawami, co daje ogólne wrażenie przeniesienia w czasy średniowiecza.
Role statystów odgrywały także dzieci aktorów i członków ekipy filmowej. W niektórych odcinkach były to nawet kluczowe role drugoplanowe, jak np. w odcinku Największy wróg, gdzie tego rodzaju postacią jest syn serialowego Edwarda z Whickam.

#### Pozostali aktorzy grający kluczowe role w poszczególnych odcinkach
| Tytuł odcinka                      | Data pierwszej emisji            | Gościnnie grający aktorzy |         |         |
| Sezon 1                            | Sezon 1                          | Sezon 1 | Sezon 1 | Sezon 1 |
| ---------------------------------- | -------------------------------- | --- | ------- | ------- |
| 01. Czarownik, część 1. i 2.       | 28 kwietnia 1984                 | Anthony Valentine (jako baron de Belleme) Mark Audley (jako Dickon), Paul Duggan (jako Tom)                                                          |         |         |
| 03. Wiedźma z Elsdon               | 5 maja 1984                      | Angharad Rees (jako Jennet z Elsdon), Cornelius Garrett (jako Tomasz z Elsdon)                                                                       |         |         |
| 04. Siedmiu ubogich rycerzy        | 12 maja 1984                     | Yves Beneyton (jako Reynald de Villaret), Duncan Preston (jako Heinrich von Erlichshausen), Simon Rouse (jako Siward)                                |         |         |
| 05. Alan a Dale                    | 19 maja 1984                     | Peter Hutchinson (jako Alan a Dale), Stephanie Tague (jako Mildred)                                                                                  |         |         |
| 06. Królewski błazen               | 26 maja 1984                     | John Rhys-Davies (jako Lwie Serce) |         |         |
| Sezon 2                            |                                  | |         |         |
| 07. Przepowiednia                  | 9 marca 1985                     | Phil Davis (jako król Jan), George Baker (jako Ryszard z Leaford), Simon Dutton (jako Mark), John Nettles (jako De Leon)                             |         |         |
| 08. Dzieci Izraela                 | 16 marca 1985                    | David de Keyser (jako Joshua de Talmont), Katharine Levy (jako Sarah de Talmont)                                                                     |         |         |
| 09. Władca drzew                   | 23 marca 1985                    | Oliver Tobias (jako Bertrand de Nivelle) |         |         |
| 10. Zaklęcie                       | 30 marca 1985                    | Anthony Valentine (jako baron de Belleme) Gemma Craven (jako Lilith)                                                                                 |         |         |
| 11. Miecze Waylanda, część 1. i 2. | 6 kwietnia 1985                  | Rula Lenska (jako Morgwyn of Ravenscar), Dallas Adams (jako Peter Verdelet), Anthony Steel (jako earl Godwin)                                        |         |         |
| 13. Największy wróg                | 13 kwietnia 1985                 | Robert Daws (jako Hubert de Giscard) |         |         |
| Sezon 3                            |                                  | |         |         |
| 14. Syn Herne'a, część 1. i 2.     | 5 kwietnia 1986 12 kwietnia 1986 | Richard O’Brien (jako Gulnar) George Baker (jako Ryszard z Leaford), Michael Craig (jako Earl of Huntingdon), Oliver Cotton (jako Lord Owen of Clun) |         |         |
| 16. Moc Albionu                    | 19 kwietnia 1986                 | George Baker (jako Ryszard z Leaford) |         |         |
| 17. Dziedzictwo                    | 26 kwietnia 1986                 | Cathryn Harrison (jako Isadora), Cyril Cusack (jako Agrivaine), Jeremy Sinden (jako Mortimer)                                                        |         |         |
| 18. Szeryf z Nottingham            | 3 maja 1986                      | Lewis Collins (jako Philip Mark), Valentine Pelka (jako Sarak), Robert Daws (jako Hubert de Giscard), Maureen Bennett (jako Alison)                  |         |         |
| 19. Krzyż św. Cyryka               | 10 maja 1986                     | Dorothy Tutin (jako lady Margaret of Gisburne) |         |         |
| 20. Cromm Cruac                    | 17 maja 1986                     | Richard O’Brien (jako Gulnar) John Horsley (jako Abbot), Claire Parker (jako Elena), Ian Redford (jako młynarz Tomasz)                               |         |         |
| 21. Zdrada                         | 24 maja 1986                     | Phil Davis (jako król Jan), Matt Frewer (jako Roger de Carnac)                                                                                       |         |         |
| 22. Adam Bell                      | 31 maja 1986                     | Bryan Marshall (jako Adam Bell), Patrick Travis (jako Matthew), Amanda Hillwood (jako lady Isabel)                                                   |         |         |
| 23. Pretendent                     | 7 czerwca 1986                   | Reece Dinsdale (jako Artur), Patricia Hodge (jako królowa Hadwisa)                                                                                   |         |         |
| 24. Rutterkin                      | 14 czerwca 1986                  | Phil Davis (jako król Jan), Michael Craig (jako Earl of Huntingdon), Ian Ogilvy (jako Lord Edgar), Annabel Lee (jako Mab)                            |         |         |
| 25. Czas Wilka, część 1. i 2.      | 21 czerwca 1986                  | Richard O’Brien (jako Gulnar) John Harding (jako William Brewer), Maureen Bennett (jako Alison)                                                      |         |         |

### Obóz szkoleniowy
Przed rozpoczęciem zdjęć aktorzy przeszli tygodniowy obóz szkoleniowy, podczas którego pod okiem kaskaderów uczyli się jeździć konno i władać bronią. Późniejsze filmowe starcia dopasowane były do umiejętności aktorów, dzięki czemu każda serialowa postać walczy w swoim własnym stylu.
W trakcie tego szkolenia między aktorami nawiązały się przyjaźnie, które przetrwały jeszcze wiele lat po nakręceniu serialu. Obecnie spotykają się oni m.in. na corocznym konwencie Srebrna Strzała, gdzie jedną z atrakcji jest konkurs łuczniczy.

### Inspiracje reżysera
Ian Sharp twierdzi, że na jego sposób kręcenia serialu wpływ miały jego fascynacje filmami gangsterskimi z lat 30. i 40. XX wieku i wczesnymi westernami, w których nie pokazywano krwi, a okrucieństwa związane z akcją pozostawiano wyobraźni widzów. W trakcie zdjęć do Robina z Sherwood reżyser był też pod wpływem kina włoskiego i francuskiego, w którym stosowano cieplejsze barwy niż w kinie brytyjskim.
Po nakręceniu pierwszych sześciu odcinków Sharp odszedł, twierdząc, że skończyły mu się pomysły na zabijanie Normanów.

## Realizacja serialu
Serial wyprodukowany został przez brytyjską telewizję HTV (będącą częścią koncernu telewizyjnego ITV na Walię i wschodnią Anglię) oraz firmę Goldcrest Films. Na potrzeby publiczności międzynarodowej, głównie amerykańskiej, pilot serialu został podzielony na dwie części. Ze względu na emisję filmu w godzinach popołudniowych, pojawiły się pewne obiekcje w związku z ukazywanym w serialu okultyzmem. Zarzucano też jego twórcom promowanie kultu diabła, chociaż postać Herna została jasno określona jako przeciwstawiająca się mocom ciemności.
W serialu obecne są wątki synkretyzmu; wiara chrześcijańska funkcjonuje tu równolegle z ludowymi wierzeniami, typowymi dla epoki średniowiecza. W odcinku zatytułowanym The Cross of St. Ciricus) Robin Hood jest bohaterem sławionym przez jeden z działających zakonów chrześcijańskich. Sama postać Tucka, mimo że jest on formalnie chrześcijańskim duchownym, jest nie do końca określona pod względem wyznania – to on przecież zwraca się do leśnego bóstwa słowami: Chroń nas Hern.
Pojawiający się w serialu synkretyzm miał według Carpentera podkreślać sposób myślenia ludzi średniowiecza, którzy mimo obowiązującego chrześcijaństwa nadal powszechnie wierzyli w siły natury, a dawne mitologie wcale jeszcze nie były martwe.

### Zdjęcia i efekty specjalne
Autorami zdjęć do filmu było kilku operatorów: Roger Pearce, Howard Rockliffe, Gary Breckon i Bob Edwards.
W filmie zastosowano w sposób nowatorski technikę kręcenia zdjęć z ręki, szczególnie w scenach kręconych w lesie; operator biegał z kamerą, co dało efekt dużego dynamizmu połączonego z pewną chaotycznością akcji. Z tego typu ujęć korzystał głównie Ian Sharp. Często stosowano filtry, szczególnie w ujęciach nieba czy wody, co poskutkowało ich częściowym zaczerwienieniem i nadaniem im złowrogiego wyglądu.
Serial kręcony był na taśmie 16 mm, jednak ze względu na często używaną perspektywę sceny w przestrzennych wnętrzach zamków miały cechy typowe dla filmu kinowego, kręconego na taśmie 35 mm.
Niektóre efekty dźwiękowe powstawały przez nakładanie na siebie kilku, kilkunastu dźwięków.
Jednym z najbardziej widowiskowych efektów specjalnych była scena ukazywania się Lucyfera wzywanego przez jego wyznawców w odcinku ''The Swords of Wayland''. Efekt ten polegał na nagraniu topiącej się woskowej figury, a następnie puszczeniu taśmy filmowej wstecz.
W serialu nie tworzono dodatkowych efektów po nakręceniu materiału; większość z zastosowanych uzyskano dzięki odpowiedniej pracy z kamerą. Robert Young w przeciwieństwie do Sharpa nie stosował ujęć z ręki, natomiast wielokrotnie wykorzystywał nagranie poklatkowe, co dawało efekt nagłego najazdu na postać z rozmazującym się tłem.

### Muzyka
Muzykę do całości serialu wykonywał zespół Clannad. Początkowo miał stworzyć jedynie muzykę do czołówki, jednak po obejrzeniu nakręconego materiału do pierwszego odcinka i przeczytaniu dostępnej części scenariusza członkowie zespołu uznali, że chcą, by ich muzyka towarzyszyła całemu filmowi. Wraz z pojawieniem się serialu w telewizji ukazał się album zespołu zatytułowany Legend, zawierający ścieżką dźwiękową do filmu. Zespół tworzył muzykę bez wglądu w treść scenariusza serialu, a producent po nakręceniu każdego sezonu odbierał nagrane materiały; dopiero później były one montowane z obrazem.

### Scenografia i lokalizacja planów filmowych
Do większości scen filmowanych w pomieszczeniach wykorzystywano naturalną scenografię (przeważnie brytyjskich zamków). Przykładowo; sceny, które rozgrywają się w zamku Nottingham, kręcone były w kilku zamkach i innych średniowiecznych budowlach. Natomiast sceny leśne w Sherwood kręcone były głównie w parku niedaleko Bristolu.
Wiele scen aranżowanych było zależnie od miejsca akcji – scenariusz dostosowywany był do lokalnych warunków.

### Rekwizyty
W serialu dużą wagę przykładano także do wierności rekwizytów, szczególnie broni i strojów. Jednak w opinii samych aktorów broń była niezbyt zgrabna, niewyważona i kruszyła się często w trakcie realizacji filmu. Nie ustrzeżono się także błędów – przykładowo w odcinku Sheriff of Nottingham pojawiają się miecze samurajskie, których w Europie najprawdopodobniej nie znano, zastrzeżenie co do wierności historycznej można mieć także choćby w wypadku niektórych użytych w serialu hełmów.

## Fabuła serialu

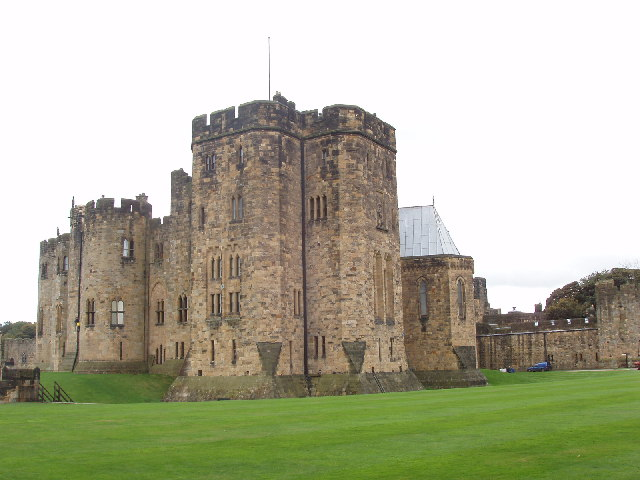
Zamek Alnwick, w serialu przedstawiony jako zamek Nottingham w pierwszych odcinkach. Pod jego murami rozgrywała się m.in. scena z konkursem łuczniczym

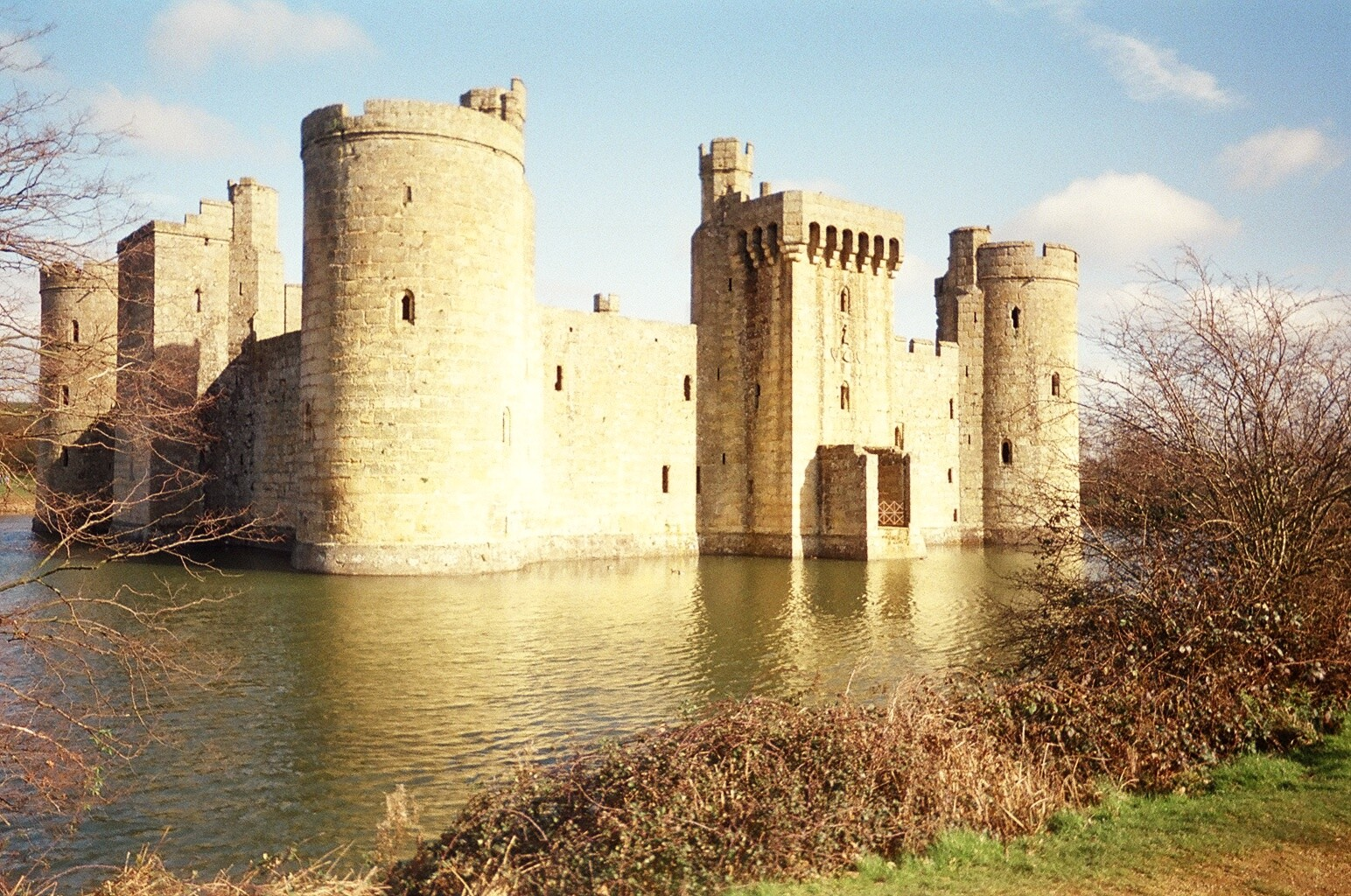
Zamek Bodiam, w pierwszym odcinku trzeciego sezonu był to Zamek Huntingdona, ojca Roberta z Huntingdon

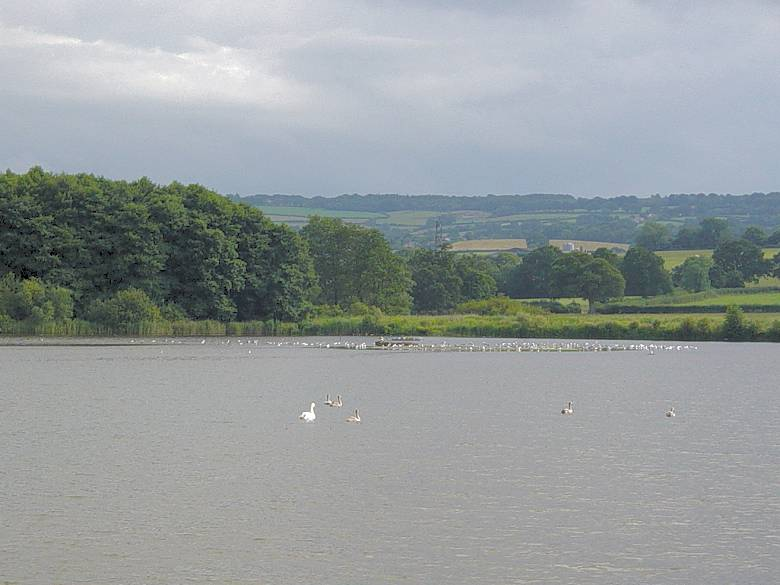
Jezioro Chew Valley, nad wodami którego kręcone były sceny z wypuszczaniem zapalonych strzał po śmierci członków drużyny. W pobliżu tego jeziora kręcona była także scena walki Nasira z Saracenem

Odcinki serialu to odrębne przygody, jakie przeżywają banici, w tle których rozgrywa się historia Anglii. Tytułowy Robin Hood jest synem Ailrica z Loxley, wioski, która została zniszczona za wspomaganie banitów. Sam Ailric będący powiernikiem srebrnej strzały zostaje zabity przez szeryfa z Nottingham, tego samego, z którym później walczy Robin. Zdarzenia te mają mieć miejsce w roku 1180. Kolejna data, która pojawia się w serialu, to rok 1195, gdy Robin wraz z Muchem dostają się do lochu za to, że upolowali królewskiego jelenia.
Cała drużyna tworząca wesołą kompanię zostaje skompletowana właściwie w pierwszych dwóch odcinkach. Drogi lady Marion i Robina krzyżują się, gdy ten ostatni ucieka z lochów wraz z Willem Szkarłatnym, Muchem i dwoma kompanami, którzy niebawem giną w walce z ludźmi szeryfa. Tuck dostaje się do kompanii jako wierny towarzysz Marion. Mały John, służący wpierw baronowi de Belleme, staje się członkiem drużyny po przegranej walce z Robinem. Nasir trafia do drużyny w momencie, gdy jej członkowie wypuszczają ze swych łuków pożegnalne strzały na część poległych w walce towarzyszy.
Robin Hood zostaje przywódcą grupy, gdy po swojej udanej ucieczce z zamku szeryfa do Sherwood napotyka Herna. Początkowo odrzuca propozycję leśnego bóstwa, by ująć się za ludem Anglii, jednak w końcu przyjmuję to wyzwanie i namawia pozostałych uciekinierów do stawienia czoła szeryfowi. Później wielokrotnie, aż do śmierci Robina, Hern wpływa na jego losy. Pierwszym zadaniem jakie przekazuje nowemu liderowi banitów jest dostarczenie mu będącej w rękach szeryfa Srebrnej Strzały, magicznego artefaktu, a następnie zabicie barona de Belleme.
Pierwsze dwa sezony, jak zresztą i odcinki w trzecim sezonie to luźno powiązane ze sobą przygody. Pod koniec drugiego sezonu Robin ginie, a w jego miejsce pojawia się Robert z Huntingdon, który uwalnia kompanów Robina, jednak sam nie chce przyjąć jego dotychczasowej roli. Dopiero po roku zbiera na nowo drużynę, starając się udowodnić, że jest jej godzien (Herne’s Son).

### Główne postacie serialu

#### Drużyna Robina
- Robin Hood (Robin z Loxley) – określany też mianem człowiek w kapturze lub syn Herna – tytułowa postać, naznaczona przez Herna do wypełniania jego woli. W odróżnieniu od innych adaptacji filmowych jest on postacią tragiczną. Ginie, gdyż takie jest jego przeznaczenie, a jego miejsce zajmuje kolejny powołany przez Herna bohater – Robert z Huntingdon.
- Robert z Huntingdon – szlachcic, przez co początkowo nie jest akceptowany przez członków drużyny. Każdego z nich musi przekonywać z osobna (przeważnie walcząc), że jest godzien swego poprzednika. Także Lady Marion utrzymuje dystans wobec niego, choć głównie z jej powodu przyjął rolę syna Herna.
- Lady Marion – córka krzyżowca, Ryszarda z Leaford, blisko związanego z królem Ryszardem Lwie Serce. W tej adaptacji po raz pierwszy przynależy ona do drużyny Robina. W pierwszym odcinku, aby uciec od małżeństwa z de Belleme udaje się do opactwa Kirklees, by zostać zakonnicą. Gdy w ostatnim odcinku serialu widzi ciało sobowtóra Roberta, biorąc go za ciało swego ukochanego, przyjmuje śluby zakonne.
- Will Szkarłatny – były żołnierz, charakteryzujący się bezkompromisowym podejściem do przeciwników, jakich spotyka drużyna na swojej drodze. Początkowo to właśnie on uczy banitów władać orężem. W walce wykazuje dużą zaciekłość, a nawet brutalność. Zabijanie wrogów przychodzi mu bez trudu i wyrzutów sumienia. Bywa bezwzględny nawet wobec jeńców. Jest przedstawiony jako rywal Robina w kwestiach związanych z przywództwem w grupie. Postać ta w odróżnieniu od jej tradycyjnego wizerunku jest dramatyczna. Zazwyczaj jest pesymistą, a nie wesołkiem, człowiekiem bardzo nieufnym wobec osób spoza drużyny. To postać o trudnym usposobieniu i pełna goryczy. Nawet do przyjaciół rzadko odzywa się uprzejmie. Powodem takiej postawy są jego poprzednie przeżycia. Jego żona Helena została na jego oczach zgwałcona i następnie stratowana końmi przez pijanych żołnierzy-najemników. Jeden z utworów skomponowanych do filmu, Scarlet inside jest mu poświęcony.
- Mały John – początkowo, podobnie jak Nasir sługa Simona de Belleme, jednak przyłącza się do drużyny, gdy Robin, po ogłuszeniu go, ściera mu z piersi pentagram. Wcześniej był prostym pasterzem owiec i z tego względu ma raczej prostolinijne podejście do świata. Jest osobą rosłą, wrażliwą (często się wzrusza) i, podobnie jak Tuck, dobroduszną. Jego bronią jest długi kostur, którym posługuje się najlepiej w drużynie. Jako jedyny członek drużyny, poza Robinem, jest w stałym związku z kobietą, jest nią Meg z Wickham.
- Brat Tuck – mnich, który dołączył do drużyny po tym jak baron de Belleme uprowadził Lady Marion. Jest to postać dobroduszna, jowialna, pełna wyrozumiałości wobec innych, ale także oczytana, mająca sporą wiedzę na temat ówczesnego dworu i Kościoła. Ma widoczną słabość do jedzenia, często podejmuje się zresztą roli kucharza.
- Nasir (Nasir Malik Kemal Inal Ibrahin Shams Ad Dualla Wattab ibn Mahmud) – postać, która w serialu zagościła na stałe dość przypadkowo. Jest to islamski zabójca, który przywieziony został do Anglii przez barona de Belleme, jako jego sługa i niewolnik. Do drużyny przyłącza się właściwie bez powodu, w momencie, gdy jej członkowie na cześć poległych wypuszczają zapalone strzały. Potrafi władać wieloma typami broni, przeważnie w starciu walczy dwoma mieczami oraz wykorzystuje noże do rzucania. Niegdyś należał do sekty asasynów, walczących w Ziemi Świętej z krzyżowcami. Jest bardzo małomówny, pierwsze słowa do członków drużyny postać ta wypowiada dopiero w pierwszych odcinkach drugiego sezonu (w pierwszym sezonie mówi jedynie kilka słów do króla Ryszarda Lwie Serce – jest to ostatni, szósty odcinek serii). W trakcie toczonych przez banitów walk często jest partnerem Willa.
- Much – przyrodni brat Robina, wychowywał się z nim. Jest najmłodszym i najbardziej naiwnym członkiem drużyny, co często jest wykorzystywane przez resztę. Początkowo słabo radzi sobie z władaniem bronią. Zazwyczaj wystawiany jest na czaty.

#### Pozostałe główne postacie
- Robert de Rainault czyli szeryf z Nottingham – podobnie jak w innych filmach o Robin Hoodzie jest postacią, która często ośmieszana jest przez drużynę. Mimo to sam obdarzony jest dużym poczuciem humoru, w szczególności okazuje je w sytuacjach klęsk, jakich doznaje Guy z Gisburne. Jest osobą raczej przebiegłą i łasą na pieniądze. Istotną zmianą w porównaniu do innych wersji legendy o Robin Hoodzie jest fakt, iż szeryf nie jest postacią nieporadną czy nieudolną, budzącą raczej politowanie niż strach. Jest on raczej niebezpiecznym, przebiegłym przeciwnikiem. Widoczne są też jego bezduszność i cynizm.
- Guy z Gisburne – postać, wokół której często mają miejsce komiczne sytuacje. Ze względu na własne ambicje zazwyczaj nie dostrzega bardzo prozaicznych spraw. Kilkukrotnie podejmuje próby podbijania kobiecych serc, jednak środki jakie stosuje wywołują u kobiet jedynie odrazę do niego. Wobec drużyny Robina pała nienawiścią i zawsze to okazuje. W trzeciej serii niespodziewanie okazuje się, że jest on przyrodnim bratem Roberta z Huntingdon. Robert wie o tym, dlatego też nie zabija Gisburna. Do końca serialu Guy jednak nie dowiaduje się o swym pokrewieństwie ze znienawidzonym przeciwnikiem. Carpenter wpadł na pomysł, aby Guy był bratem Roberta na przyjęciu z ekipą filmową, na której tylko oni dwaj byli blondynami[11]
- Hern – postać Herna nie jest jednoznacznie określona. Robin dzięki niemu ma przywracać równowagę między siłami światła i ciemności a nie stać tylko jako strażnik sił światła. Pojawia się zarówno jako człowiek, jak i jako bóg lasu, Pan drzew (Lord of The Trees) czy Hern Myśliwy wręczający Robinowi łuk i strzały. Poza tym jest też powiernikiem tajemnic związanych z magią (Albion, Srebrna Strzała). W trzecim sezonie postać Herna jest mniej widoczna i jego związek z Robertem jest słabszy, niż z Robinem z Loxley.

### Siły światła i ciemności
Baron Simon de Belleme, któremu początkowo służą dwaj późniejsi kamraci Robina: Nasir i Mały John, jest jedną z kilku postaci związanych z siłami ciemności, zagrażających nie tylko Robinowi, ale samemu Hernowi i jego kultowi. Pojawia się już w pierwszych odcinku. W późniejszych takimi postaciami są:
- Lilith; blisko związana z baronem; w odcinku Zaklęcie próbuje go ożywić. Oboje są sługami demona Azaela.
- Lady Morgwyn of Ravenscar; przeorysza – próbuje przywołać Lucyfera (Miecze Waylanda).
- Gulnar; kilkakrotnie zjawia się w trzecim sezonie (Syn Herne’a; Cromm Cruac; Czas Wilka).

W serialu pojawia się także odniesienie do magii związanej z kabałą (Dzieci Izraela). Kilkakrotnie podnoszony jest też wątek czarów i czarownic. Jedną z nich – Jennet – na podstawie fałszywych oskarżeń wskazuje Gisburne wśród mieszkanek wioski Elsdon (Wiedźma z Elsdon); natomiast prawdziwą czarownicą okazuje się być Mab (Rutterkin), która czarami doprowadza do śmierci zabójcę swojego męża. W trzecim sezonie można zauważyć odniesienie do mitu o królu Arturze (Dziedzictwo).
Sam Hern jest przedstawiony jako człowiek, który czasowo przybiera boskie atrybuty (tak jak szaman, który udziela swojego ciała duchom). Z jednej strony ma władzę nad życiem i śmiercią (Królewski błazen), z drugiej – jest człowiekiem, którego można fizycznie zranić (Władca drzew).

### Walka z szeryfem
Większość odcinków dotyczy konfliktu między banitami a szeryfem z Nottingham, jako że działają oni na terenie jemu właśnie podległym. Mimo kilku okazji do uśmiercenia swego głównego wroga Robin tego nie czyni; nie uśmierca też Gisburne’a, co już na początku zarzuca Robinowi Will Szkarłatny. Konflikt z szeryfem słabnie w trzecim sezonie; na wstępie Robert pozornie spoufala się z szeryfem, udając, że jest przeciwnikiem banitów. W późniejszych odcinkach dochodzi nawet do częściowej współpracy banitów z szeryfem (Szeryf Nottingham; Adam Bell; Pretendent), z drugiej strony presję na szeryfa wywiera król Jan, który żąda, aby jego podwładny ich unieszkodliwił.
W drużynie Robina osobą, która ciągle podsyca w innych nienawiść do władzy jest Will; analogiczną rolę w otoczeniu szeryfa odgrywa w stosunku do ludzi Robina Gisburne, który ciągle próbuje się mścić za doznane ze strony banitów poniżenia; zazwyczaj prowadzi to do następnych upokorzeń.

### Miejsca akcji

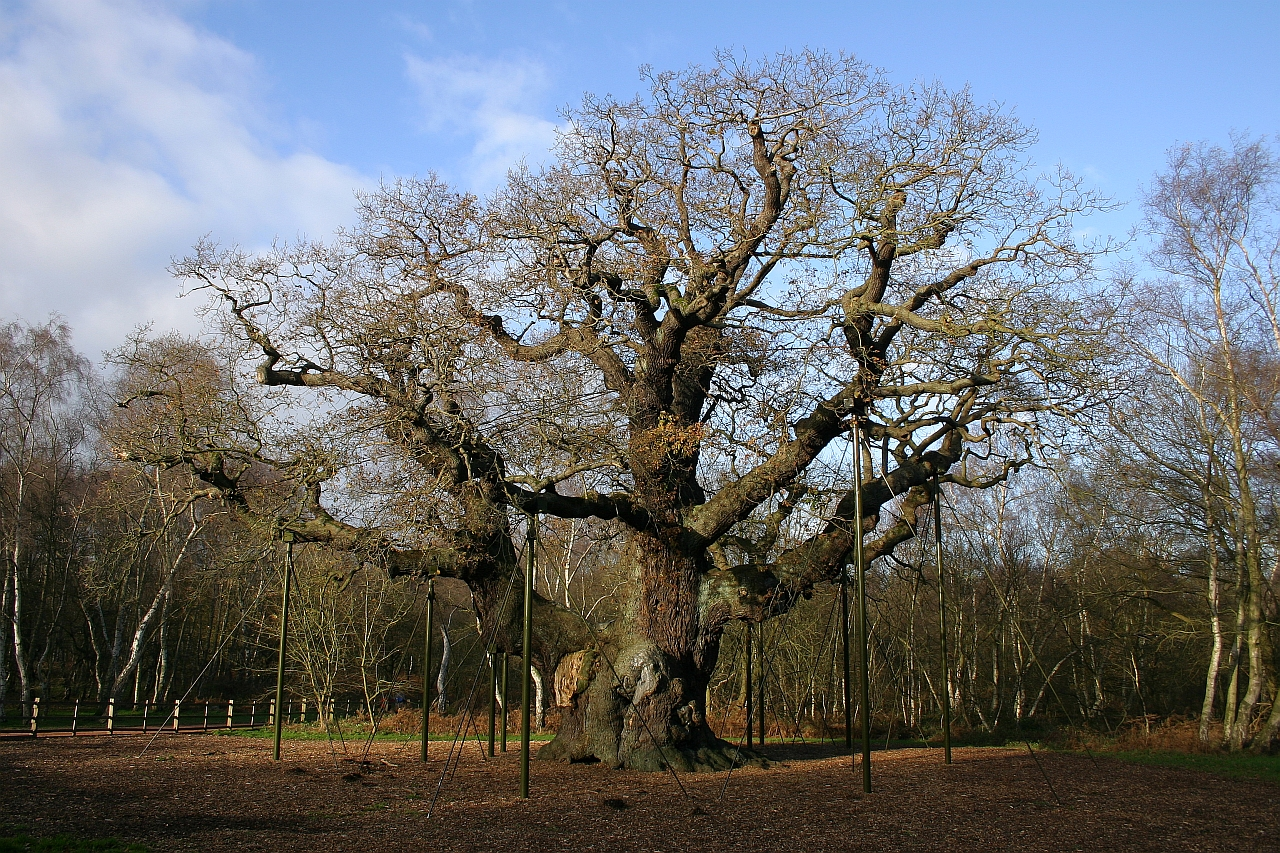
Major Oak, najstarsze drzewo w Sherwood. W serialu wyraźnie przedstawiony był kult drzew w średniowiecznej Anglii

Akcja serialu rozgrywa się głównie w Sherwood oraz w zamku Nottingham, jednak wraz z rozwojem serialowych wątków pojawiają się także inne kluczowe miejsca, np. wspomagane przez ludzi Robina wioski, czy osady, których główną cechą charakterystyczną jest związana z nimi magia (Cromm Cruac). Część wydarzeń ma też miejsce w historycznych, istniejących ówcześnie zamkach i opactwach.

#### Wioski
- Loxley – zniszczona wioska; miejsce pochodzenia Robina.
- Wickham – najbardziej zaprzyjaźniona z ludźmi Robina wieś, miejsce urodzenia Meg; z czasem, mimo że nikt z jej mieszkańców nie przyznaje się szeryfowi do współpracy z Robinem, staje się ona miejscem przekazywania ważnych wiadomości między szeryfem a drużyną Robina. Pośrednio problemy, jakie spotykają tę wieś są przyczyną śmierci Robina z Loxley, a w dalszej części – odejścia Lady Marion od Roberta z Huntingdon.
- Cromm Cruac – wioska-widmo zamieszkana przez zmarłych, w której m.in. Will spotyka swoją zmarłą żonę (Cromm Cruac).
- Elsdon – wieś, w której Gisburne oskarża o czarnoksięstwo jedną z jej mieszkanek, której następnie szeryf, poprzez szantaż, nakazuje unieszkodliwić banitów trującymi ziołami.
- Hathersage – wieś, z której pochodzi Mały John i do której zabiera on Mucha po śmierci Robina.
- Uffcombe – wieś, miejsce walki drużyny Robina ze Sforą Lucyfera (The Swords of Wayland).

#### Zamki i miasta
- Nottingham – miasto i zamek, w którym rezydował szeryf Robert de Rainault.
- Zamek Belleme – własność barona de Belleme; miejsce to pojawia się w serialu dwukrotnie.
- Zamek lorda Owena (Clun Castle) – zamek w pobliżu granicy Anglii z Walią; pojawia się w odcinku Herne’s Son w trzecim sezonie. Owen więzi w nim Lady Marion i Nasira.
- Zamek Godwina z Gwydion – miejsce, w którym zostaje uwięziony Robin po odebraniu mu Albiona (The Swords of Wayland).
- Zamek Huntingdona – własność lorda Huntingdona, ojca Roberta z Huntingdon.
- Leaford – zamek sir Richarda z Leaford. Miejsce pochodzenia Lady Marion.
- Caerleon – zamek lorda Agrivaine i jego córki Isadory, w którym znajduje się najcenniejsza rzecz w Anglii – Okrągły Stół rycerzy króla Artura. W przeszłości zamek Caerleon nosił nazwę Camelot.
- Newark – miasto; miejsce obozowania króla Jana bez Ziemi i jego armii w drodze na wyprawę przeciwko Walijczykom.

#### Opactwa

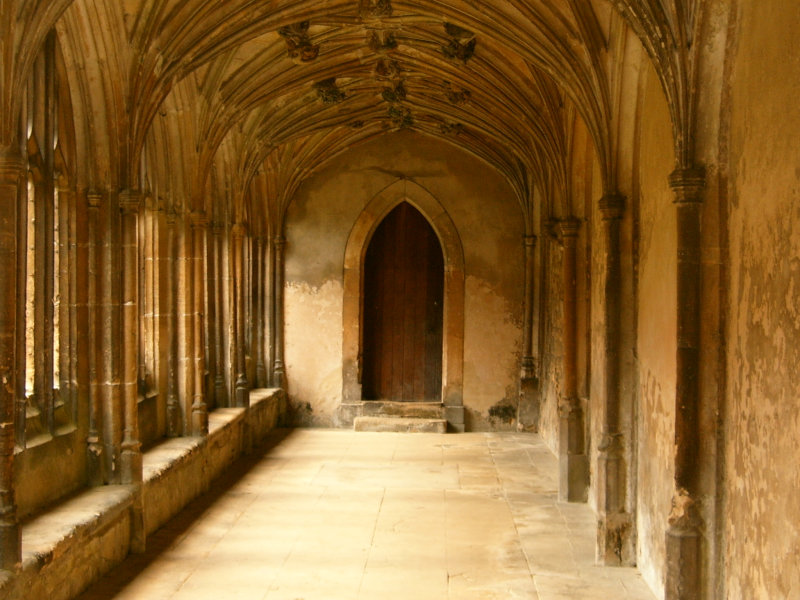
Wnętrze opactwa Lacock. W serialu ten krużganek ukazany był jako wnętrze opactwa Thornton

- Opactwo Warren – opactwo, w którym dary składa druga żona króla Jana, Izabela (The Pretender).
- Opactwo Thornton – opactwo, do którego przybywają braciszek Tuck i Lady Marion, aby dowiedzieć się czegoś o Cromm Cruac. Jest to też opactwo, w którym Tuck spędził swą młodość (Cromm Cruac).
- Opactwo Ravenscar – opactwo, w którym przeorysza Morgwyn of Ravenscar przywołuje Lucyfera (The Swords of Wayland).
- Opactwo Croxden – jedno z opactw wspomagane przez drużynę Robina, z którego Gisburne kradnie mający uzdrawiające moce krzyż (The Cross of St. Ciricus).
- Opactwo Kirklees – opactwo, do którego udaje się Lady Marion w pierwszym odcinku, by uciec od małżeństwa z de Belleme.
- Opactwo Grimstone – opactwo, które, po wymordowaniu wszystkich mnichów, stało się siedzibą bandy odzianej w wilcze skóry pod dowództwem Gulnara i Grendela (The Time of the Wolf) czczącej Fenrisa, odzianej w wilcze skóry.
- Opactwo Halstead – opactwo, w którym już została po złożeniu ślubów zakonnych Lady Marion (The Time of the Wolf).

## Oddziaływanie serialu
Serial, mimo że powstały jego lokalne fankluby w różnych krajach, nie był doceniany nawet w Wielkiej Brytanii, gdzie był emitowany tylko kilkukrotnie. W Polsce był on emitowany w telewizjach: dwukrotnie w TVP1, a także TVP2, TVP3, RTL 7, TV Puls, ATM Rozrywka. Serial „Robin z Sherwood” dostępny jest obecnie również w interaktywnej telewizji internetowej Ipla oraz VOD.pl. W latach 2005–2006, nakładem wydawnictwa Studio Printel, zostały wydane w Polsce płyty DVD z wszystkimi odcinkami serialu.
Wprowadzona do serialu postać saraceńskiego asasyna wzorowana częściowo na serialowym Nasirze pojawia się także w późniejszych ekranizacjach Robin Hooda, m.in. w filmie Robin Hood: Książę złodziei, istnieje ona również w trylogii Sherwood Tomasza Pacyńskiego, będącej kontynuacją wydarzeń z serialu, uwzględniającą jednak tylko dwa pierwsze sezony.
W Polsce serial doczekał się także parodii pod tytułem „Robin Hood – czwarta strzała” (1997, 53 min.). Film został nakręcony przez niezależną wytwórnię A’Yoy, związaną z Zielonogórskim Zagłębiem Kabaretowym.